# Federico de Sajonia-Weissenfels-Dahme
Federico de Sajonia-Weissenfels (Friedrich Erdmann; Halle, 20 de noviembre de 1673 - Dahme, 16 de abril de 1715) fue un príncipe alemán de la Casa de Wettin y duque de Sajonia-Weissenfels-Dahme.
Fue el sexto hijo de Augusto, duque de Sajonia-Weissenfels pero el primero nacido de su segundo matrimonio con Juana Walpurgis de Leiningen-Westerburgo.

## Biografía

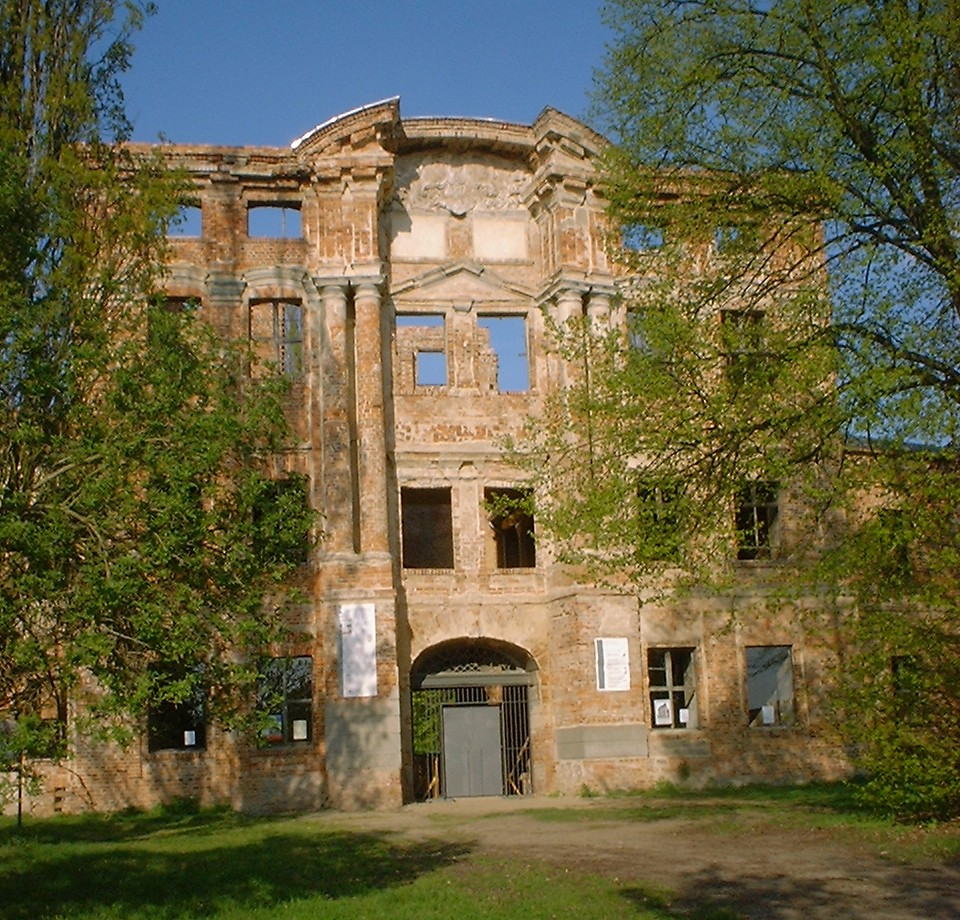
Ruinas del palacio en Dahme (Brandeburgo, Alemania).

Como uno de los hijos menores de su padre, no herederó una parte del ducado de Sajonia-Weissenfels, Federico se dedicó a una carrera militar y por lo tanto desde que tenía quince años de edad (1687) permaneció en la corte sajona en Dresde, donde se convirtió en teniente general.
Después de un acuerdo con su sobrino Juan Jorge, duque de Sajonia-Weissenfels, recibió el distrito de Dahme como su infantazgo, aunque sin soberanía plena, dependiendo de la rama mayor gobernante. 
En Dahme el 13 de febrero de 1711, Federico se casó con Emilia Inés Reuss de Schleiz, condesa viuda de Promnitz-Pless. No tuvieron hijos.
Federico vivió en su tierra y encargó a los arquitectos Johann Christoph Schütze y Elias Scholtz a partir de 1711 la construcción del castillo de Dahme (en alemán, Schloss Dahme) sobre los restos de una anticuada fortaleza medieval, que pudo terminarse después de cuatro años de construcción. El jardín fue un cenador, esculturas de arenisca y grutas de acuerdo al estilo barroco. Sin embargo, Federico nunca vivió allí porque murió poco después de terminarse el edificio. En lugar de ello, su viuda, Emilia Inés cogió el castillo como su Wittum, pero más tarde vivió principalmente en los otros dominios que recibió de su primer matrimonio, Vetschau y Fürstlich Drehna, donde ella murió en 1729. Más tarde el último duque de la rama Sajonia-Weissenfels, Juan Adolfo II continuó la obra de construcción da partir de 1719 e hizo del castillo Dahme su residencia temporal. 
Federico murió en Dahme a los 41 años de edad. Fue enterrado en la Schlosskirche, Weissenfels.